# Eleutherodactylus brevirostris
Eleutherodactylus brevirostris é uma espécie de anfíbio  da família Eleutherodactylidae.
É endémica do Haiti.
Os seus habitats naturais são: florestas subtropicais ou tropicais húmidas de baixa altitude, regiões subtropicais ou tropicais húmidas de alta altitude e florestas secundárias altamente degradadas.
Está ameaçada por perda de habitat.